# Зеніт-2SLБ
«Зеніт-2SLБ» — ракета космічного призначення, яка входить в сімейство ракет «Зеніт», що використовують нетоксичні компоненти палива (рідкий кисень і гас РГ-1). Вона розроблена в рамках програми «Наземний старт» для запусків космічних апаратів з космодрому Байконур на низькі та середні кругові й еліптичні навколоземні орбіти.

Зеніт-2SLБ на стартовому майданчику

РКН «Зеніт-2SLБ» експлуатуються в складі космічного ракетного комплексу «Зеніт-М», використовуваного міжнародною компанією «Міжнародні космічні послуги», для надання послуг на ринку комерційних запусків.
Ракетний комплекс «Зеніт-М» володіє такими перевагами:
- Горизонтальна технологія збирання й транспортування, що дозволяє значно спростити комплекс технологічного обладнання та процедури підготовки до пуску.
- Повна автоматизація передстартової підготовки, що забезпечує короткий час підготовки до пуску, найвищу безпеку персоналу і короткий період перепідготовки стартового майданчика до наступного пуску.
- Висока надійність, закладена при проєктуванні й забезпечена відпрацьованим процесом виробництва.
- Екологічно чисті компоненти палива — гас, рідкий кисень.

## Характеристика РКН
Ракета-носій «Зеніт-2SБ» створена на основі ракети-носія «Зеніт-2S», розробленої в рамках програми «Морський старт», і уніфікована з нею, що дозволить використовувати її як в складі РКП «Зеніт-3SLБ» і РКП «Зеніт-2SLБ», так і в складі РКП «Зеніт-3SL» з мінімальними змінами конструкції та комплектації, виконуваними, при необхідності, в заводських умовах. Головний обтічник РКП «Зеніт-2SLБ» (діаметр 3900 мм) розроблено КБ «Південне» для застосування на РН «Зеніт» і був доопрацьований для забезпечення вимог з чистоти простору під головним обтічником і температурно-вологісного режиму КА. Перехідний відсік КГЧ — нова розробка, призначена для використання виключно на РКП «Зеніт-2SLБ».
Основні відмінності в конфігурації РН «Зеніт-2» і РН «Зеніт-2SL», для використовуваної на програмі «Морський старт», які також були впроваджені в РН «Зеніт-2SLБ» для програми «Наземний старт»:
- нова навігаційна система
- бортовий комп'ютер нового покоління
- підвищені енергетичні характеристики шляхом зниження маси конструкції та підвищення тяги маршового двигуна другого ступеня з 87 тс. до 93 тс.

Ракета космічного призначення «Зеніт-2SLБ» являє собою оптимальне рішення по енергетичних характеристиках, надійності, точності та вартості виведення КА, яке стало можливим завдяки використанню експлуатованих та відпрацьованих систем та оптимального планування процесу виробництва і технологій транспортування, підготовки до пуску та запуску.

## Експлуатація
Перший запуск комплексу «Зеніт-2М» в конфігурації ракети космічного призначення «Зеніт-2SLБ» відбувся 29 червня 2007 року, на орбіту був виведений російський розвідувальний супутник «Цілина-2», для Космічних військ Росії.
Станом на 2013 рік, ніяких комерційних запусків не планується, а відомості про військові запуски не розголошуються.
22 березня 2013 року президент, генеральний конструктор РКК Енергія Віталій Лопота заявив, що перший випробувальний запуск пілотованого транспортного корабля нового покоління буде проведений з використанням ракети «Зеніт» з космодрому Байконур. Найімовірніше для цього використовуватиметься варіант носія Зеніт-2SLБ, з дооснащенням, яке вимагається при відпрацюванні та запуску пілотованих космічних кораблів, а також новими модернізованими елементами, які застосовуються в інших модифікаціях ракети-носія.